# Château de la Beuvrière
Le château de la Beuvrière est un château français du XIXe siècle situé sur la commune de Grez-Neuville, au lieu-dit la Beuvrière, en Maine-et-Loire.

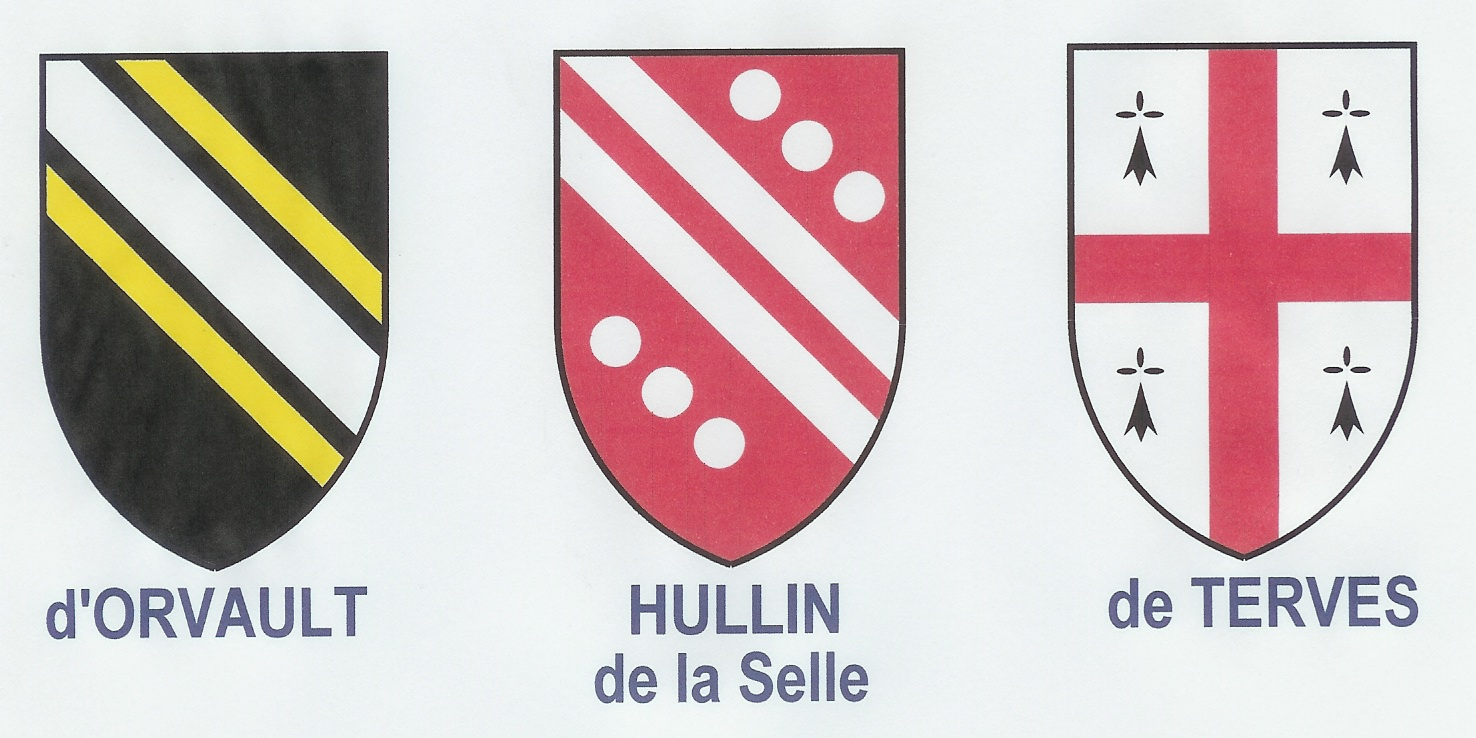
Blasons des D'orvault, Hullin de La Selle, De Terves

## Histoire de la Beuvrière en Grez-Neuville
Les documents les plus anciens font mention en 1384 de Jean Valleaux, le plus ancien seigneur de la Beuvrière attesté. René Valleaux fonde une chapelle vers 1500. Au XIXe siècle elle sera détruite et remplacée par celle bénie en 1893.
Pendant quatre siècles c'est la même famille qui habite la Beuvrière, changeant de nom par les alliances : D'orvault, Hullin de la Selle, de Terves. De 1765 jusqu'à sont rachat par Paul Dognin en 1909, le château est propriété de la famille de Terves.
À partir de 1927, la terre de la Beuvrière est démembrée et les fermes qui en dépendaient depuis le XVIe siècle comme la Basse-Beuvrière, la Haute-Beuvrière, la Talonnière, le Vau, le Souchet, la Roberderie, le Petit-Feudonnay sont vendues.
La ferme actuelle du domaine a été construite après 1861.

## Architecture
Le château actuel a été construit vers 1867 au cœur d'un vaste domaine agricole à l'emplacement d'un château plus ancien détruit en 1864.Les architectes en sont Chesneau puis Dainville qui reprend à partir de 1893 les plans de Chesneau pour construire l'aile ouest et la tour ronde.
La façade est encadrée de deux pavillons et flanquée de deux tourelles d'angles On y accède par un perron et l'autre face comporte un escalier hors-œuvre. L'aile en équerre possède un pavillon et une tour circulaire ornée de mâchicoulis.
Les hauts toits d'ardoise comportent des lucarnes à frontons triangulaires à pinacles. 

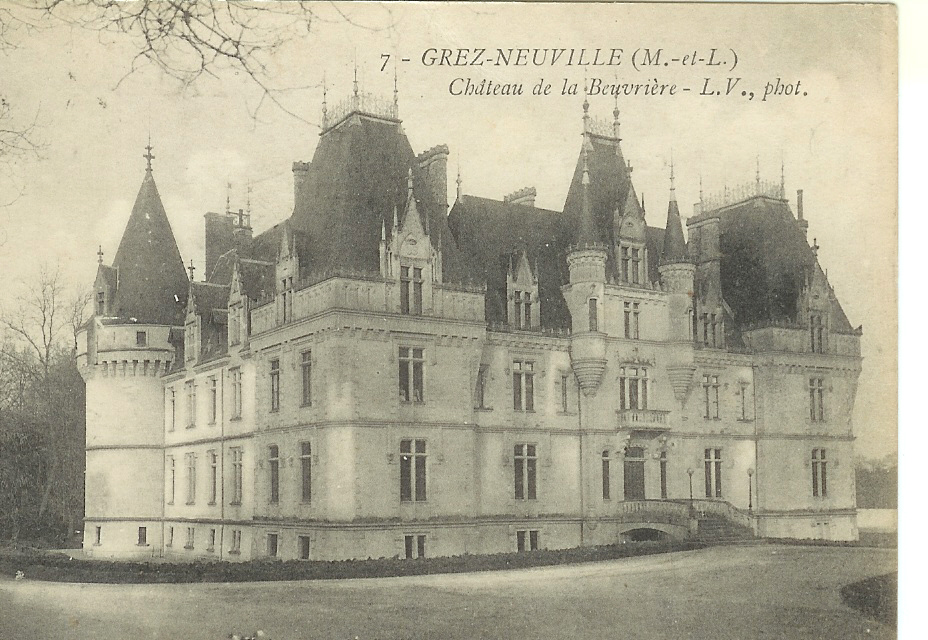
Château de la Beuvrière en Grez-Neuville, tel qu'il était à ses origines.

## Parc et jardins
Le château est  au bord d'un étang et entouré d'un parc.